# Campeonato Mundial de Esgrima de 2007
El LXIX Campeonato Mundial de Esgrima se celebró en San Petersburgo (Rusia) entre el 28 de septiembre y el 7 de octubre de 2007 bajo la organización de la Federación Internacional de Esgrima (FIE) y la Federación Rusa de Esgrima.
Las competiciones se realizaron en el Complejo Deportivo y Concertístico de San Petrersburgo.

## Países participantes
Participaron en total 745 tiradores (420 hombres y 325 mujeres) de 83 federaciones nacionales afiliadas a la FIE.
| África (CAE) | América (CPE) | Asia (AFC) | Europa (CEE) | Oceanía (OFC)                       |
| --- | --- | --- | --- | ----------------------------------- |
| Argelia (1/-) · Burkina Faso (1/-) · República del Congo (1/-) · Egipto (6/1) · Senegal (2/1) · Sudáfrica (7/5) · Túnez (2/-) | Argentina (3/5) · Brasil (2/2) · Canadá (12/12) · Chile (1/-) · Colombia (1/1) · Costa Rica (-/2) · Cuba (4/5) · República Dominicana (1/-) · Ecuador (1/-) · El Salvador (3/) · Estados Unidos (12/12) · Guatemala (-/1) · Honduras (1/-) · México (1/4) · Panamá (-/1) · Puerto Rico (1/-) · Uruguay (1/-) · Venezuela (11/8) | China (12/12) · Corea del Sur (12/12) · Filipinas (2/1) · Hong Kong (6/9) · India (2/1) · Indonesia (1/-) · Irán (12/-) · Japón (12/2) · Jordania (1/-) · Kazajistán (9/12) · Kirguistán (4/4) · Kuwait (8/-) · Malasia (1/-) · Singapur (1/3) · Tailandia (2/2) · Uzbekistán (4/1) | Alemania (12/12) · Armenia (2/-) · Austria (7/8) · Azerbaiyán (2/4) · Bélgica (3/-) · Bielorrusia (12/1) · Bulgaria (6/2) · Chipre (1/-) · Croacia (3/-) · Dinamarca (6/4) · Eslovaquia (4/1) · Eslovenia (3/1) · España (12/2) · Estonia (4/4) · Finlandia (4/5) · Francia (12/12) · Georgia (8/-) · Grecia (3/4) · Hungría (12/2) · Irlanda (1/1) · Islandia (1/2) · Israel (9/4) · Italia (12/12) · Letonia (7/6) · Lituania (3/3) · Luxemburgo (1/-) · Moldavia (4/3) · Noruega (4/2) · Países Bajos (8/4) · Polonia (12/12) · Portugal (6/1) · República Checa (6/4) · Reino Unido (12/9) · Rumania (11/8) · Rusia (12/12) · Serbia (1/3) · Suecia (5/4) · Suiza (4/4) · Turquía (3/3) · Ucrania (12/12) | Australia (2/3) Nueva Zelanda (-/1) |

## Medallistas

### Masculino
| Evento                      | Oro                                                                      | Plata                                                                                | Bronce                                                                        |
| --------------------------- | ------------------------------------------------------------------------ | ------------------------------------------------------------------------------------ | ----------------------------------------------------------------------------- |
| Florete individual (30.09)  | Peter Joppich · Alemania                                                 | Andrea Baldini · Italia                                                              | Lei Sheng · China · Benjamin Kleibrink · Alemania                             |
| Florete por equipos (05.09) | Nicolas Beaudan Brice Guyart Erwann Le Péchoux Marcel Marcilloux Francia | Dominik Behr · Peter Joppich · Benjamin Kleibrink · Christian Schlechtweg · Alemania | Choi Byung-Chul Jung Chang-Yong Park Hee-Kyung Son Young-Ki Corea del Sur     |
| Espada individual (03.09)   | Krisztián Kulcsár · Hungría                                              | Éric Boisse Francia                                                                  | Diego Confalonieri · Italia · Jérôme Jeannet · Francia                        |
| Espada por equipos (07.09)  | Éric Boisse Fabrice Jeannet Jérôme Jeannet Ulrich Robeiri Francia        | Stefano Carozzo · Diego Confalonieri · Alfredo Rota · Matteo Tagliariol · Italia     | Gábor Boczkó · Géza Imre · Iván Kovács · Krisztián Kulcsár · Hungría          |
| Sable individual (02.09)    | Stanislav Pozdniakov · Rusia                                             | Aldo Montano · Italia                                                                | Nicolas Limbach · Alemania · Oh Eun-Seok · Corea del Sur                      |
| Sable por equipos (06.09)   | Tamás Decsi · Balázs Lontay · Zsolt Nemcsik · Áron Szilágyi · Hungría    | Vincent Anstett Nicolas Lopez Julien Pillet Boris Sanson Francia                     | Aldo Montano · Diego Occhiuzzi · Giampiero Pastore · Luigi Tarantino · Italia |

### Femenino
| Evento                      | Oro                                                                                             | Plata                                                                            | Bronce                                                                                   |
| --------------------------- | ----------------------------------------------------------------------------------------------- | -------------------------------------------------------------------------------- | ---------------------------------------------------------------------------------------- |
| Florete individual (04.09)  | Valentina Vezzali · Italia                                                                      | Margherita Granbassi · Italia                                                    | Aida Mohamed · Hungría · Giovanna Trillini · Italia                                      |
| Florete por equipos (07.09) | Sylwia Gruchała · Katarzyna Kryczało · Magdalena Mroczkiewicz · Małgorzata Wojtkowiak · Polonia | Aida Shanayeva · Yuliya Jakimova · Yevgueniya Lamonova · Yana Ruzavina · Rusia   | Kanae Ikehata Maki Kawanishi Yoko Makishita Chieko Sugawara Japón                        |
| Espada individual (01.09)   | Britta Heidemann · Alemania                                                                     | Li Na China                                                                      | Irina Embrich Estonia Maureen Nisima Francia                                             |
| Espada por equipos (06.09)  | Audrey Descouts Laura Flessel-Colovic Hajnalka Kiraly-Picot Maureen Nisima Francia              | Tatiana Logunova · Liubov Shutova · Anna Sivkova · Yevgueniya Stroganova · Rusia | Claudia Bokel · Imke Duplitzer · Britta Heidemann · Marijana Marković · Alemania         |
| Sable individual (29.09)    | Yelena Nechayeva · Rusia                                                                        | Tan Xue China                                                                    | Gioia Marzocca · Italia · Bogna Jóźwiak · Polonia                                        |
| Sable por equipos (05.09)   | Cécile Argiolas Léonore Perrus Anne-Lise Touya Carole Vergne Francia                            | Olha Jarlan · Olena Jomrova · Nina Kozlova · Halyna Pundyk · Ucrania             | Yekaterina Fedorkina · Svetlana Kormilitsyna · Yelena Nechayeva · Sofia Velikaya · Rusia |

## Medallero
| Núm. | País          | Oro | Plata | Bronce | Total |
| ---- | ------------- | --- | ----- | ------ | ----- |
| 1    | Francia       | 4   | 2     | 2      | 8     |
| 2    | Rusia         | 2   | 2     | 1      | 5     |
| 3    | Alemania      | 2   | 1     | 3      | 6     |
| 4    | Hungría       | 2   | 0     | 2      | 4     |
| 5    | Italia        | 1   | 4     | 4      | 9     |
| 6    | Polonia       | 1   | 0     | 1      | 2     |
| 7    | China         | 0   | 2     | 1      | 3     |
| 8    | Ucrania       | 0   | 1     | 0      | 1     |
| 9    | Corea del Sur | 0   | 0     | 2      | 2     |
| 10   | Estonia       | 0   | 0     | 1      | 1     |
| 10   | Japón         | 0   | 0     | 1      | 1     |
|      | TOTAL         | 12  | 12    | 18     | 42    |